# Microlepia setosa
Microlepia setosa là một loài dương xỉ trong họ Dennstaedtiaceae. Loài này được Alston mô tả khoa học đầu tiên.